# Josef Bedrníček
Josef Bedrníček (4. února 1910 – ?) byl český fotbalista, záložník.

## Fotbalová kariéra
V československé lize hrál za SK Náchod, SK Plzeň a SK Viktoria Plzeň. Nastoupil v 70 ligových utkáních a dal 15 gólů. V reprezentačním B-týmu nastoupil v roce 1933 v jednom utkání.

## Ligová bilance
| Ročník                    | Zápasy | Góly | Klub              |
| ------------------------- | ------ | ---- | ----------------- |
| 1. asociační liga 1931/32 | -      | 8    | SK Náchod         |
| 1. asociační liga 1932/33 | -      | 0    | SK Náchod         |
| 1. asociační liga 1932/33 | -      | 3    | SK Plzeň          |
| Státní liga 1934/35       | -      | 1    | SK Viktoria Plzeň |
| Státní liga 1935/36       | 14     | 3    | SK Viktoria Plzeň |
| Státní liga 1936/37       | -      | 0    | SK Viktoria Plzeň |
| Státní liga 1937/38       | 2      | 0    | SK Viktoria Plzeň |
| Národní liga 1939/40      | -      | 0    | SK Viktoria Plzeň |
| CELKEM                    | 70     | 15   |                   |